# Halichoeres purpurescens
Halichoeres purpurescens är en fiskart som först beskrevs av Bloch och Schneider, 1801.  Halichoeres purpurescens ingår i släktet Halichoeres och familjen läppfiskar. Inga underarter finns listade i Catalogue of Life.